# Amber van der Hulst
Amber van der Hulst (Leiderdorp, 21 settembre 1999) è una pistard e ciclista su strada olandese che corre per la Liv AlUla Jayco. È attiva in formazioni UCI dal 2020.

## Palmarès

### Strada
- 2017 (Juniores)

2ª tappa Omloop van Borsele Junior (Borsele > Borsele)
Classifica generale Omloop van Borsele Junior

#### Altri successi
- 2016 (Juniores)

1ª tappa Energiewacht Tour Juniors (Groninga, cronosquadre)

### Pista
- 2016 (Juniores)

Campionati olandesi, Omnium Junior
Campionati olandesi, Corsa a punti Junior
- 2018

Campionati olandesi, Inseguimento a squadre (con Kirstie van Haaften, Mylène de Zoete e Bente van Teeseling)
- 2019

Campionati olandesi, Inseguimento a squadre (con Kirstie van Haaften, Mylène de Zoete e Bente van Teeseling)
- 2021

Campionati olandesi, Scratch
- 2022

Quattro giorni di Ginevra, Scratch

## Piazzamenti

### Competizioni continentali
- Campionati europei su strada

Herning 2017 - In linea Junior: 60ª
Alkmaar 2019 - In linea Under-23: 23ª
Trento 2021 - In linea Under-23: ritirata
- Campionati europei su pista

Montichiari 2016 - Inseguimento a squadre Junior: 2ª
Montichiari 2016 - Omnium Junior: 5ª
Anadia 2017 - Inseguimento a squadre Junior: 2ª
Anadia 2017 - Omnium Junior: 7ª
Gand 2019 - Inseguimento a squadre Under-23: 4ª
Gand 2019 - Omnium Under-23: 6ª
Gand 2019 - Americana Under-23: 7ª
Apeldoorn 2019 - Inseguimento a squadre: 7ª
Apeldoorn 2021 - Inseguimento a squadre Under-23: 3ª
Monaco di Baviera 2022 - Inseguimento a squadre: 5ª
- Giochi europei

Minsk 2019 - Americana: 2ª